# Andrei Dzemianenka
Andrei Mikalayevich Dzemianenka –en bielorruso, Андрэй Мікалаевіч Дзем'яненка– (Gómel, URSS, 13 de abril de 1984) es un deportista bielorruso que compitió en remo. Ganó dos medallas de bronce en el Campeonato Europeo de Remo, en los años 2007 y 2008.

## Palmarés internacional
| Campeonato Europeo | Campeonato Europeo | Campeonato Europeo | Campeonato Europeo |
| Año                | Lugar              | Medalla            | Prueba             |
| ------------------ | ------------------ | ------------------ | ------------------ |
| 2007               | Poznań (Polonia)   | Medalla de bronce  | Ocho con timonel   |
| 2008               | Maratón (Grecia)   | Medalla de bronce  | Cuatro sin timonel |